# Kamaz Typhoon
El KamAZ Typhoon (en ruso: Камаз-63968 «Тайфун», en español: KamAZ-63968 «Tayfun») es uno de los integrantes de la familia de blindados rusos multi-funcionales, de diseño y construcción modular, resistente a impactos de minas de tipo MRAP. El KamAZ Typhoon es la contraparte de su similar UralAZ Typhoon del mismo programa.

## Historia
El desarrollo de la serie de vehículos blindados de la familia "Typhoon" se inició en el 2010, cuando el ministro de defensa, como encargado de las fuerzas militares de Rusia aprobaron el "Programa de Desarrollo de la Federación de Rusia para vehículos militares para el periodo 2010-2020"'. En el año 2012, el primer contrato entre los militares de Rusia y la planta de camiones Kamaz para la adquisición de blindados del modelo Typhoon sería firmado.
12 Typhoons tomaron parte en el desfile del Día de la Victoria del año 2014.

## Descripción

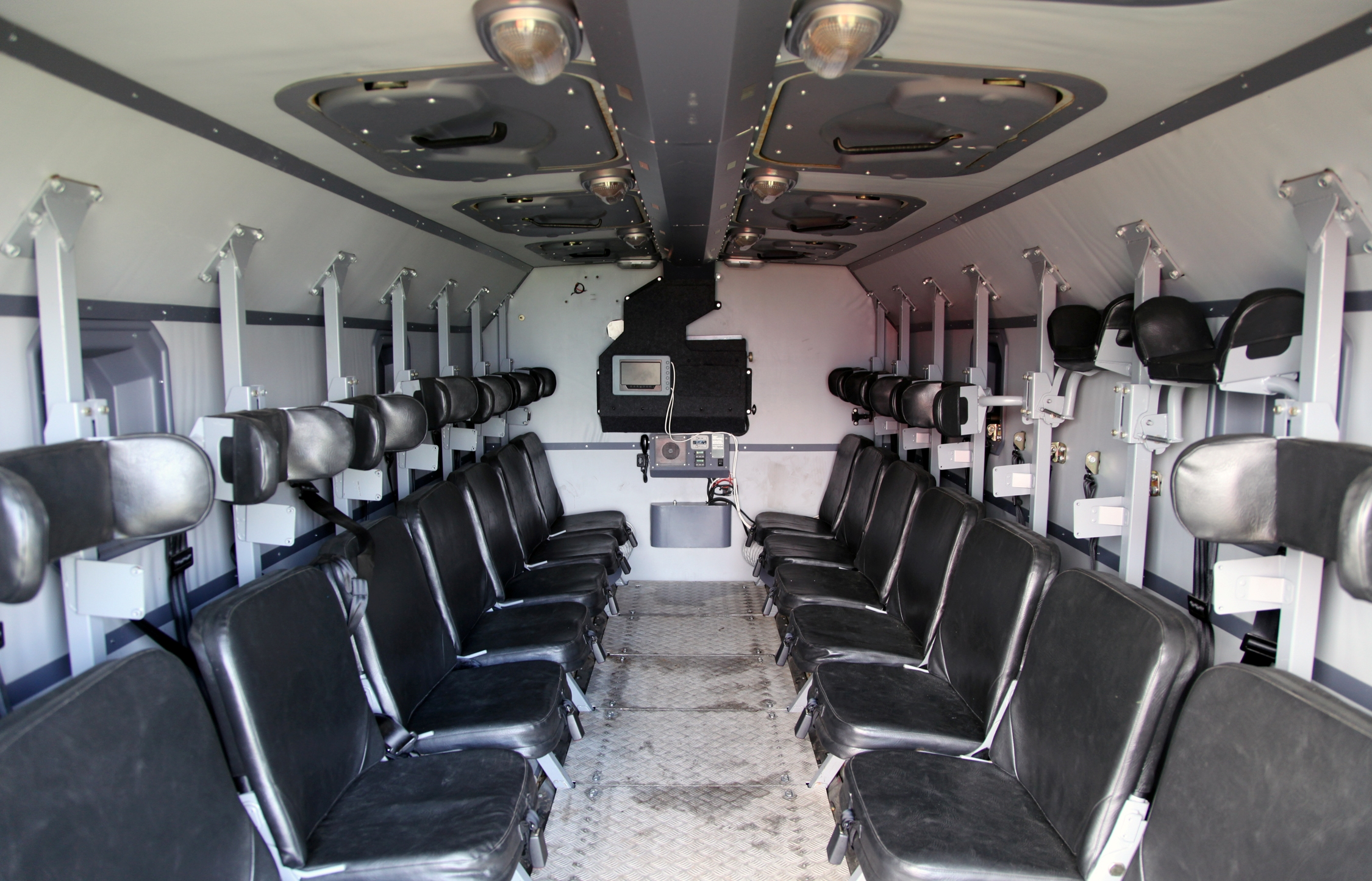
Toma del interior de un KamAZ Typhoon.

Los sistemas de blindaje del vehículo son elaborados de acuerdo a la clasificación OTAN STANAG 4569 para el nivel 3b, los cuales garantizan la sobrevivencia del vehículo a impactos de minas antitanque o de artefactos explosivos improvisados que lleguen hasta una potencia explosiva de  8 kg de TNT bajo cualquiera de los asientos del blindado, y es la primera de estas creaciones rusas que aparece públicamente y que está ampliamente datada en recursos digitales sobre sus capacidades de protección. 
La protección contra impactos de armas de fuego se corresponde a la norma STANAG del cuarto nivel. Los conjuntos combinados de placas de cerámica y el acero especial le protegen frente a los impactos de metralla, esquirlas y de proyectiles del calibre 14,5 × 114 mm. Incluye además cristales de grosores entre 128,5-129,0 mm a prueba de balas con una transparencia de hasta el 70%, desarrollados por la firma "Magistral Ltd" y certificados por el "Instituto de Investigación del Acero", siendo capaces de soportar hasta 2 impactos espaciados hasta 280–300 mm provenientes de ametralladoras KPVT, dichos impactos de prueba fueron realizados con cartuchos que desarrollan velocidades de impacto de hasta 911 m/s en el instante del choque con el cristal. Las capacidades del blindaje se cree que exceden las características de protección solicitadas por el estándar GOST (GOST R 51136 y GOST R 50963), alcanzando el más alto nivel en cada una de las pruebas realizadas en Rusia -una de fuego con cartuchos fragmentarios B-32, de calibre 7,62 × 54 mm provenientes del impacto del arma SVD. Durante su producción, la firma Magistral se enfocó en dotar a éste blindado con niveles de protección equivalentes a los estándares del nivel IV de la norma STANAG 4569- con lo que se garantiza que su nivel de protección ante el impacto de esquirlas de la munición B-32 o similar, de calibre 14,5 × 114 mm provenientes de hasta una distancia de 200 m con una velocidad terminal de 891–931 m / s. El casco puede soportar incluso hasta el impacto de un proyectil de 30 mm.Las llantas disponen de protección frente a impactos, siendo las calzadas del tipo 16.00R20, resistentes a explosiones por medio de sistemas de desvío de la onda magnética, que respaldan el nivel de presión mediante un mecanismo de auto-rellenado automático de aire que controla la presión al nivel de operatividad, estimado entre 4.5 atmósferas. Además, el vehículo dispone de troneras para abrir fuego con las armas de la infantería desde su interior, y de una torreta con armamento controlada remotamente. La unificación con los vehículos de la familia bordea el 86%.
Los asientos están equipados con soportes para el armamento personal, cinturones y apoyacabezas restringentes del bamboleo del vehículo. Estos van atados al techo del vehículo para reducir el impacto por el golpe de la onda deveniente de una mina explosiva/artefactos artesanales/bombas. Dentro del módulo está instalado un set de filtrado FVUA-100A y un sistema de aire acondicionado. En el techo se encuentran troneras de evacuación de emergencia para que en caso de vuelco se pueda salir del mismo. El desembarco se hace a través de una rampa en la parte trasera del casco o a través de una puerta lateral.

## Vigilancia y comunicaciones

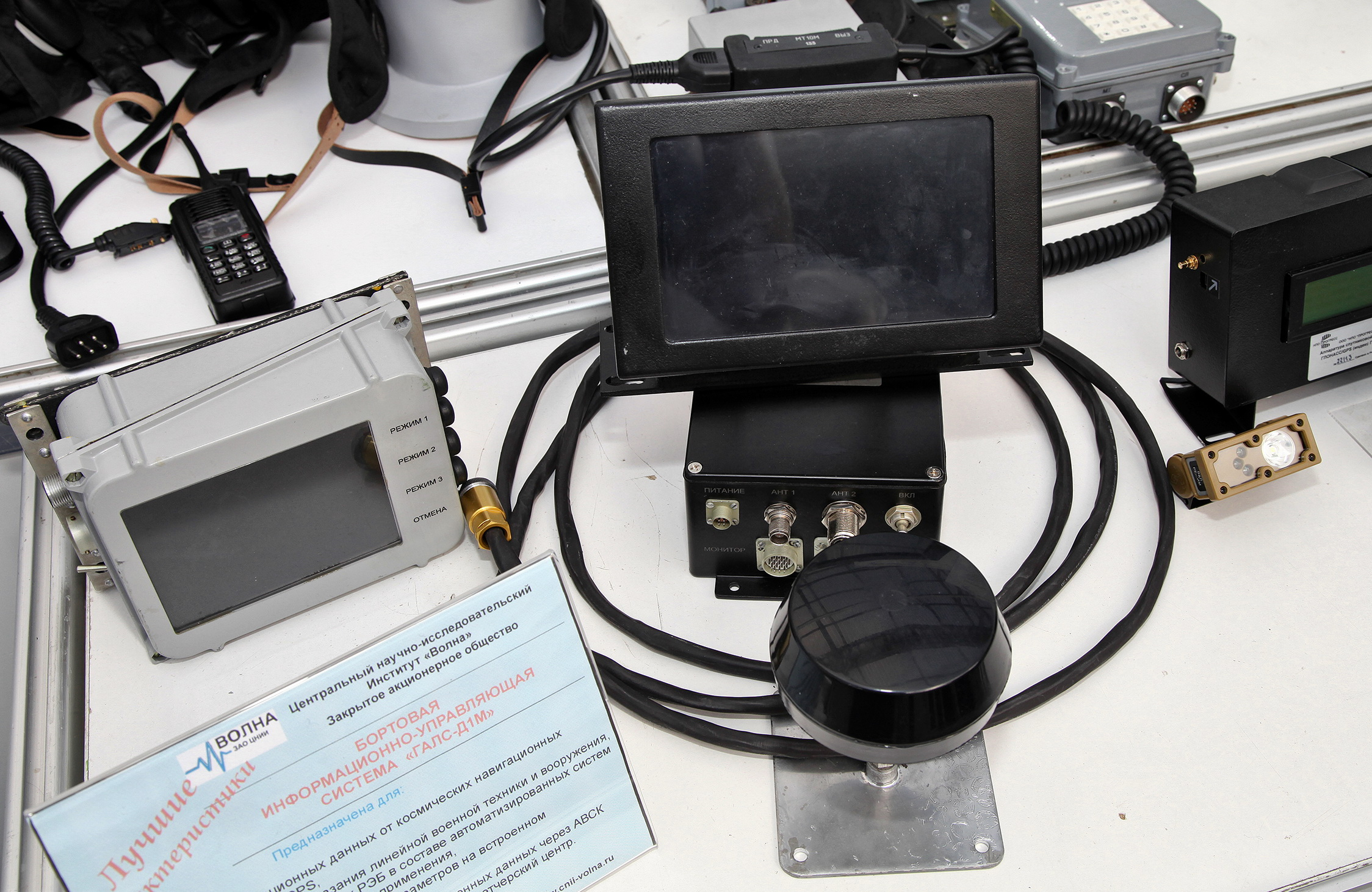
Módulo de supervisión a bordo GALS-D1M, encargado de suministrar la información y el control en los blindados de la familia "Typhoon".

En el vehículo se incorpora el sistema de gestión y control digital computarizado (en inglés: Combat Information and Control System [CICS]), la unidad equipada es del modelo GALS-D1M, que monitorea y controla la operación general del blindado en sus partes críticas (como en el motor), y ayuda a calcular parámetros de operación tales como su velocidad máxima, desgaste del motor, estado de los neumáticos, entre otros. La suspensión es de tipo independiente e hidroneumática, lo que le permite al conductor la altura del blindado aún en marcha, usando un control remoto que le permite modificar la altura hasta en uns 40 centímetros. El KamAZ-63968 además se equipa con un circuito cerrado de monitoreo compuesto por 5 cámaras que le permiten tener una panorámica del compartimiento de tropa y de la cabina. La cabina está equipada con pantallas plegables, en las cuales se puede observar el estado general del vehículo, así como se pueden realizar tomas externas del mismo.

## Historia en combate

### Guerra Ruso-ucraniana
- Invasión rusa de Ucrania de 2022[8]

## Ficha técnica

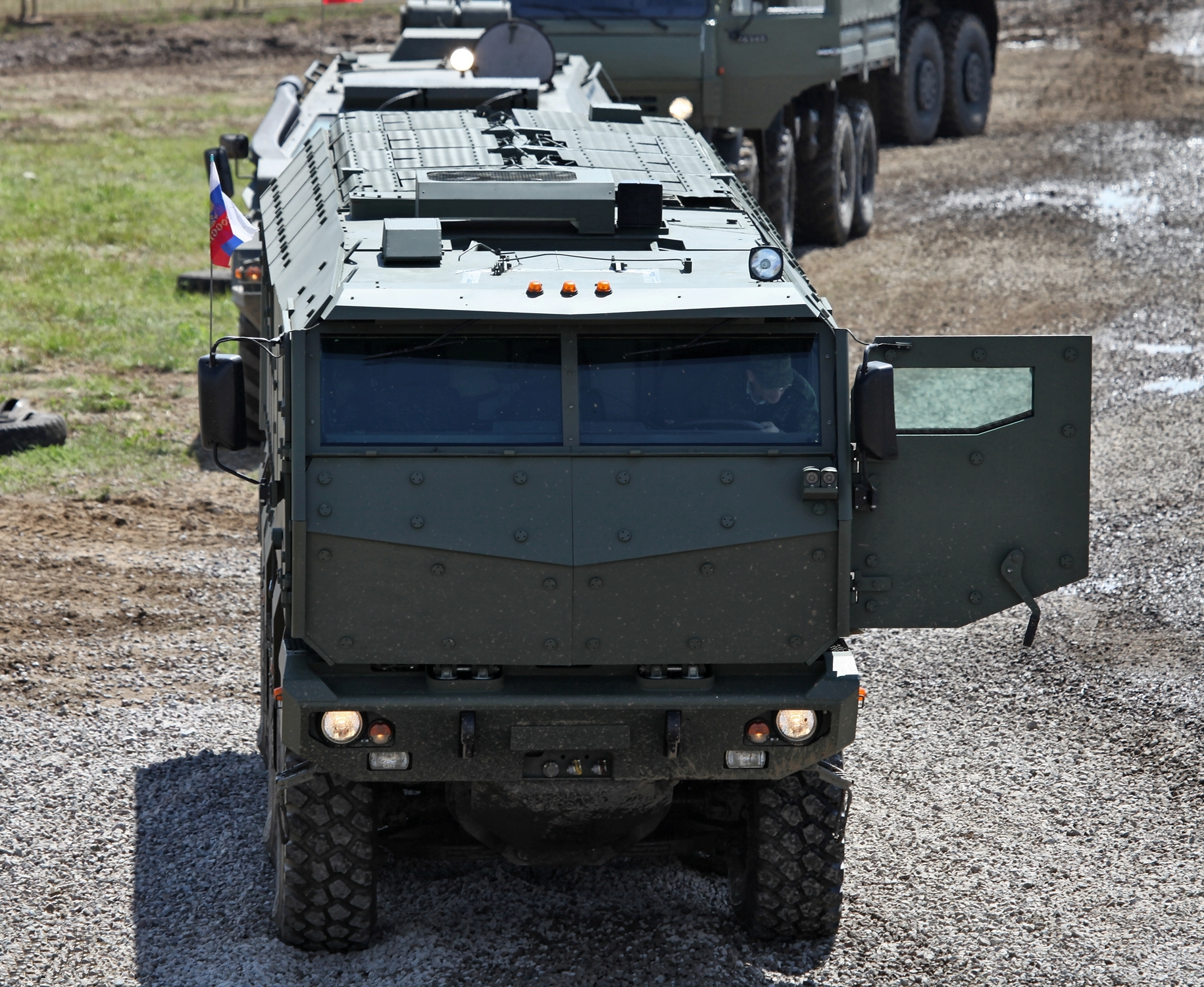
KamAZ-63968 Typhoon

- Tripulación: Dependiendo de su configuración, hasta 16 personas.[9]
- Ejes: 6×6, dos ejes frontales, uno de los traseros está sujeto a soportar el peso normal de dicha máquina (su cabina es muy pesada).[9]
- Longitud: 8,99 metros (29 pies)[10]
- Ancho: 2,55 metros (8 pies)[10]
- Altura

- cabina: 3,12 metros (10 pies)
- carrocería: 3,3 metros (11 pies)

- Suspensión y ejes:

- Altura al suelo: Ajustable
- Radio de giro: 10 metros (33 pies)
- Ángulo de ataque: 23-30 °
- Ángulo de giro de las ruedas: 39°
- Llantas: 16.00R20 - Especiales, de tipo "Run-flat" equipado con insertos que evacúan la onda expansiva de la explosión, usando un sistema de reinflado automático de los neumáticos y de control de presión de las mismas en caso de impacto (1 a 4.5 atm) dependiendo de la superficie carreteable.

- Peso

- Total : 21 000 kilogramos (46 297 lb)
- Vacío: 24 000 kilogramos (52 911 lb)

- Velocidad máxima: 105 kilómetros por hora (65 mph)[13]
- Radio de alcance: 1200 kilómetros (746 mi)[13]
- Consumo de combustible (por 100 km): No mayor de 35 litros (10 galones).

## Variantes

### Tracción 4x4
- Kamaz 5388 - Chasis cabinado, carrozado, de tracción 4x4,[14]
- Kamaz 5388 - Transporte de personal blindado, de tracción 4x4[14]
- Kamaz 53888 - Transporte de cargas, de tracción 4x4.[14]

### Tracción 6x6
- Kamaz 6396 - Chasis cabinado, carrozado, de tracción 6x6,[15]
- Kamaz 6396 - Transporte de personal blindado, de tracción 6x6,[15]
- Kamaz 63968 - Transporte de cargas, de tracción 6x6.[15]

### Tracción 8x8
- Kamaz 6398 - Chasis cabinado, carrozado, de tracción 8x8,[16]
- Kamaz 6398 - Transporte de personal blindado, de tracción 8x8,[16]
- Kamaz 63988 - Transporte de personal y de cargas blindado, de tracción 8x8,[16]
- Kamaz-63969 - Estructura sólida, de suspensión 6x6 sobre ruedas, es un TBP anfíbio, dotado de una estación de armas de mando remoto.[17]

## Galería de imágenes
|  |  |  |
|  |  |  |

|  |  |  |
|  |  |  |

## Usuarios
- Rusia - 60 unidades entregadas al año 2015.[18][19]

### Desarrollos relacionados
- Typhoon

- UralAZ Typhoon - Variante de la fábrica UralAZ

- Epoch Remote Control Turret
- Plataforma Universal de combate "Armata"

- T-14 Armata
- T-15 Armata
- Kurganets-25

### Vehículos similares
- Pandur II
- Boxer MRAV
- Stryker
- VBCI
- / Nurol Ejder
- VBM Freccia
- MOWAG Piranha
- FNSS PARS
- TAB Zimbru
- BTR-90
 BTR-80
- BTR-3
 BTR-4